# Coilochilus neocaledonicum
Coilochilus neocaledonicum – gatunek roślin z monotypowego rodzaju Coilochilus z rodziny storczykowatych (Orchidaceae). Rośliny są endemitami występującymi w Nowej Kaledonii w Oceanii.

## Systematyka
Gatunek sklasyfikowany do podplemienia Cryptostylidinae w plemieniu Diurideae, podrodzina storczykowe (Orchidoideae), rodzina storczykowate (Orchidaceae), rząd szparagowce (Asparagales) w obrębie roślin jednoliściennych.